# Enyalius erythroceneus
Enyalius erythroceneus är en ödleart som beskrevs av  Rodrigues, De Freitas, Santos SILVA och VIÑA BERTOLOTTO 2006. Enyalius erythroceneus ingår i släktet Enyalius och familjen Polychrotidae. Inga underarter finns listade i Catalogue of Life.